# Smbat Margaryan
Smbat Margaryan est un haltérophile arménien né le 17 mars 1993, à Erevan.

## Palmarès

### Jeux olympiques de la jeunesse
- Haltérophilie aux Jeux olympiques de la jeunesse d'été de 2010  à Singapour
  -  Médaille de bronze en moins de 56 kg.

### Championnats du monde d'haltérophilie
- Championnats du monde d'haltérophilie 2014 à Almaty
  - 18e en moins de 56 kg.
- Championnats du monde d'haltérophilie 2013 à Wroclaw
  - 11e en moins de 56 kg.

### Championnats d'Europe d'haltérophilie
- Championnats d'Europe d'haltérophilie 2015 à Tbilissi
  -  Médaille d'argent en moins de 56 kg.
- Championnats d'Europe d'haltérophilie 2014 à Tel Aviv
  -  Médaille de bronze en moins de 56 kg.
- Championnats d'Europe d'haltérophilie 2013 à Tirana
  -  Médaille de bronze en moins de 56 kg.
- Championnats d'Europe d'haltérophilie 2011 à Kazan
  - 9e en moins de 56 kg.
- Championnats d'Europe d'haltérophilie 2010 à Minsk
  -  Médaille d'argent en moins de 56 kg.

### Universiade
- Universiade d'été de 2013 à Kazan
  - 8e en moins de 56 kg.